# Бјут (Северна Дакота)
Бјут (енгл. Butte) град је у америчкој савезној држави Северна Дакота.

## Демографија
По попису из 2010. године број становника је 68, што је 24 (-26,1%) становника мање него 2000. године.
| Група             | 2000.      | 2010.       |
| Белци             | 91 (98,9%) | 68 (100,0%) |
| Афроамериканци    | 1 (1,1%)   | 0 (0,0%)    |
| Азијати           | 0 (0,0%)   | 0 (0,0%)    |
| Хиспаноамериканци | 0 (0,0%)   | 0 (0,0%)    |
| Укупно            | 92         | 68          |